# 額倫特
額倫特（？—1718年），滿洲科奇哩氏，滿洲鑲紅旗人。世居瓦爾喀部。建威將軍、二等輕車都尉佛尼埒之子。

## 生平
額倫特隨著康熙帝西征葛爾丹，隨後歷任湖廣提督、湖廣總督、署理西安將軍等要職，隨後與色楞分道進兵西藏，與佔據西藏且殺害拉藏汗的大策凌敦多布交戰，史稱「喀喇烏蘇之戰」，力戰而死。雍正元年（1723年）被追授世職三等輕車都尉，賜祭葬，入祀昭忠祠，諡忠勇。乾隆五年（1740年）時，乾隆帝感念其「官聲素著。忠勇可嘉」，讓他後代在承襲完三等輕車都尉後，可以永遠世襲騎都尉兼一雲騎尉的世職。

## 評價
額倫特以廉潔著稱，康熙帝曾將他與時任福建巡撫的張伯行並稱，稱二者是在督撫之中操守最優良的。

## 家族成員
- 祖父：索爾和諾，清朝初期將領，伐明時戰死，被授予牛錄章京（佐領）世職。
- 父親：佛尼埒（？—1682），清朝初期將領，諡號恭靖，配享賢良祠，歷任西安將軍、建威將軍等軍事要職。受封二等輕車都尉世職和承襲世襲佐領，由其子托留承襲。
- 兄弟：托留（？—1720），清朝初期將領，承襲二等輕車都尉和佐領世職，官至從一品黑龍江將軍。
- 兒子：紀山（？—1751），清朝中期將領、大臣，承襲其父額倫特的三等輕車都尉世職，官至正二品副都統銜、西寧辦事大臣。

## 延伸阅读
[在维基数据编辑]
 《清史稿·卷281》，出自趙爾巽《清史稿》